# Реал Авилес
«Реа́л Авиле́с» (исп. Real Avilés CF) — испанский футбольный клуб из одноимённого города, в провинции и автономном сообществе Астурия. Клуб основан в 1903 году под названием «Авилес Спорт Клуб», домашние матчи проводит на стадионе «Роман Суарес Пуэрта», вмещающем 5 400 зрителей. В Примере команда никогда не выступала, лучшим результатом является 3-е место в Сегунде в сезоне 1952/53.
В 2016 году клуб отметился в медиапространстве подписанием Центрального полузащитника Алекса Ариаса, который перешел из Нумансии. Игрок стал «знаменит» тем, что был приговорен к 4 годам заключения за непредумышленное убийство 2 человек, совершенное в результате ДТП, но при этом пенитенциарная система Испании позволила ему играть в футбол, и 29 августа 2016 он был представлен публике.

## Статистика сезонов
- Сегунда — 13 сезона
- Сегунда B — 16 сезонов
- Терсера — 47 сезонов
- Региональные лиги — 5 сезонов

## Достижения
- Сегунда B
  - Победитель: 1989/90

## Известные игроки и воспитанники
- Эстебан
- Серхио Борис
- Рафа
- Сиетес
- Хуанеле
- Ндука Угбаде